# Kateryna Schtanko

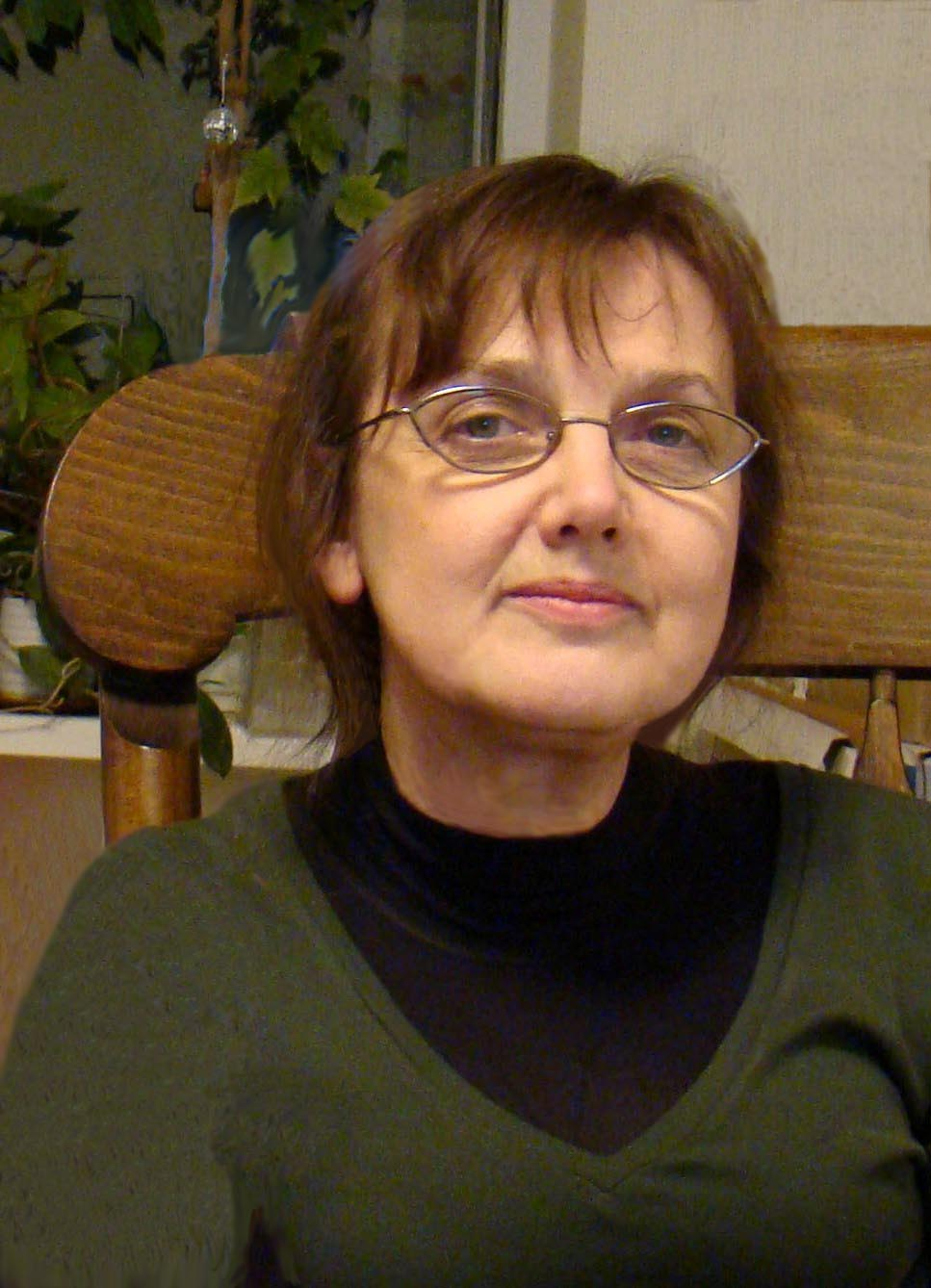
Kateryna Schtanko (2010)

Kateryna Wolodymyriwna Schtanko (ukrainisch Катерина Володимирівна Штанко, * 24. Juli 1951 in Simferopol, USSR) ist eine ukrainische Autorin und Illustratorin.

## Biografie
Nach dem Gymnasium studierte sie von 1969 bis 1973 sie an der Krim-Kunstschule. Von 1973 bis 1979 war sie Studentin an der Nationalen Akademie der Bildenden Künste und Architektur an der Fakultät für Grafik. Nach ihrem Abschluss 1979 begann sie bei einem Verlag und als Illustratorin für ein Magazin zu arbeiten. 1983 absolvierte sie einen Aufbaustudiengang an der Akademie der Bildenden Künste in Moskau. Seit 1985 ist sie Mitglied der Nationalen Union der Künstler der Ukraine.
Sie ist Teilnehmerin und Gewinnerin mehrerer gewerkschaftsübergreifender und internationaler Ausstellungen. Außerdem ist sie die Autorin mehrerer illustrierter Bücher für Kinder. 2014 gewann sie den Wettbewerb „Kinderbuch des Jahres“ der BBC. Sie arbeitete mit mehreren in Kiew und Lwiw ansässigen Verlagen zusammen. Schtanko entwarf außerdem mehrere Gedenk- und Kunstbriefmarken der Ukrposhta, darunter den Briefmarkenbogen „Blumen der Ukraine“ und die siebte Serie von Standardbriefmarken der Ukraine aus den Jahren 2007–2011.

## Werke (Auswahl)

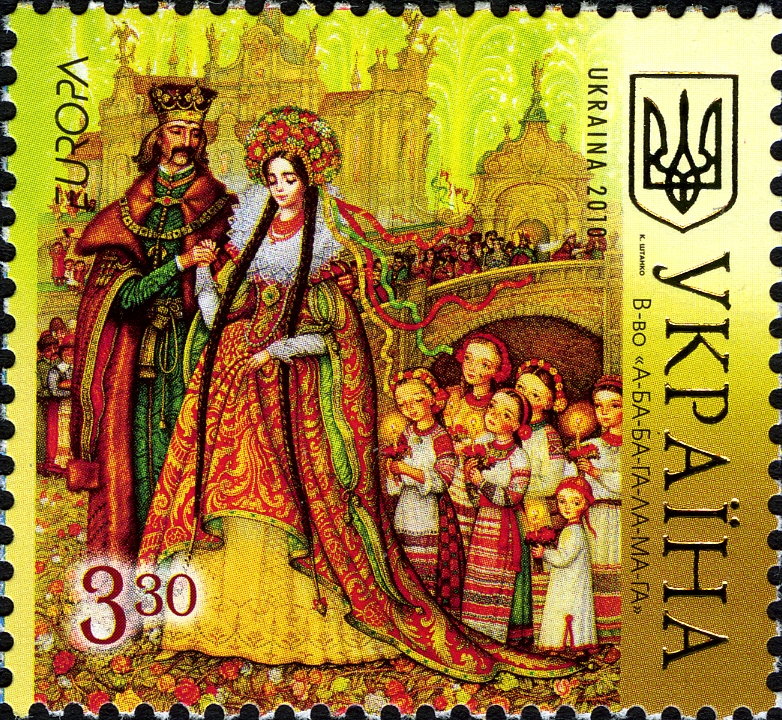
Von Schtanko entworfene Briefmarke

### Bücher mit Illustrationen von Kateryna Schtanko
(Quelle: )
- Bilynka j Roschynka (Schneeweißchen und Rosenrot, Kiew, 1983)
- Alenkyj zwetotschek (Eine scharlachrote Blume, Kiew, 1984)
- Horodok w tabakerke (Eine kleine Stadt in einer Schnupftabakdose, Kiew, 1985)
- Norweski narodni kasky (Norwegische Volksmärchen, Kiew, 1986)
- Meni trynadzjatyj mynalo (Ich bin über dreizehn, Kiew, 1989)
- Zariwna-schaba (Froschkönigin, Kiew, 1996)